# Kreis Döbeln
Koordinaten: 51° 7′ N, 13° 7′ O
Der Kreis Döbeln war ein Landkreis im Bezirk Leipzig der DDR. Ab 1990 bestand er als Landkreis Döbeln im Freistaat Sachsen fort. Sein Gebiet liegt heute im Landkreis Mittelsachsen. Der Sitz der Kreisverwaltung befand sich in Döbeln.

## Geographie

### Lage
Der Kreis Döbeln lag in der äußersten südöstlichen Ecke des Bezirks Leipzig.

### Nachbarkreise
Der Kreis Döbeln grenzte im Uhrzeigersinn im Norden beginnend an die Kreise Oschatz, Riesa, Meißen, Hainichen, Rochlitz und Grimma.

### Naturraum
Der Kreis lag beiderseits der unteren Freiberger Mulde im Lößgebiet des Mittelsächsischen Berglandes. Der nördliche Teil gehörte zum Kerngebiet der Lommatzscher Pflege. Dieses durch Täler und Hügel stark gegliederte Lößplateau in durchschnittlicher Höhenlage um 200 m stieg gegen Süden etwas an. Ein weit verzweigtes Netz von Bächen, deren Quellenreichtum durch die wasserhaltende Kraft des Löß bedingt war, überzog das Bergland. Bei günstigen Klimaverhältnissen war auf den tiefgründigen Lößlehmböden ein Ackerbau mit hoher Produktionsleistung möglich. Südlich einer Linie Döbeln-Leisnig schloss sich das Mittelsächsische Lößlehmgebiet an. Die Platte war mit einer Lößdecke bedeckt, deren Stärke nach Süden zu allmählich abnahm. Deshalb wurden im Süden des Kreisgebiets – auch im Zusammenhang mit den zunehmenden Niederschlägen – die Erträge im Ackerbau geringer. Zwischen Roßwein und Waldheim stieg die Hochfläche bis auf 296 m Höhe an. Die tiefste Stelle im Kreisgebiet wurde im Tal der Freiberger Mulde unterhalb von Leisnig mit 142 m Höhe erreicht. Daran erkennt man, wie stark die beiden Hauptflüsse Freiberger Mulde und Zschopau in das Bergland eingeschnitten sind. Die Lößplatten waren waldfrei, nur an den Talhängen wuchsen Laubmisch- und Mischwälder. Im Tal der Zschopau und der Mulde war bis Leisnig das Landschaftsschutzgebiet Freiberger Mulde – Untere Zschopau ausgewiesen. Hier lagen auch sieben Naturschutzgebiete; die flächengrößten waren Scheergrund und Schafbachtal, Hochweitzschener Wald und Kirstenmühle.

## Geschichte
1874 wurden im Königreich Sachsen im Rahmen einer umfassenden Verwaltungsreform neue Kreishauptmannschaften und Amtshauptmannschaften eingerichtet. Als bezirksfreie Stadt schied Döbeln am 1. April 1924 aus der Amtshauptmannschaft aus. Zu Jahresbeginn 1939 wurde die Amtshauptmannschaft in Landkreis Döbeln umbenannt. 1946 wurde der Stadtkreis wieder in den Landkreis Döbeln eingegliedert. Zur Volkszählung am 29. Oktober 1946 bestand der Stadtkreis bereits nicht mehr.

### Kreisbildung 1952
Der Landkreis Döbeln gehörte nach 1945 zum Land Sachsen und somit seit 1949 zur DDR. Durch das Gesetz über die weitere Demokratisierung des Aufbaus und der Arbeitsweise der staatlichen Organe in den Länder in der Deutschen Demokratischen Republik vom 23. Juli 1952 kam es in der DDR und den noch bestehenden fünf Ländern zu einer umfangreichen Kreisreform. So wurden am 25. Juli 1952 die Länder aufgelöst und 14 Bezirke eingerichtet. Hierbei wurden traditionelle Kreise aufgelöst oder in kleinere Kreise gegliedert, wobei es auch über die Grenzen der ehemaligen 5 Länder hinweg zu Gebietsänderungen kam. Der Landkreis Döbeln wurde dem Bezirk Leipzig zugeordnet, Kreissitz wurde die Stadt Döbeln.
Der Landkreis Döbeln gab 35 seiner 107 Gemeinden ab, und zwar wie folgt:
- 6 Gemeinden an den Kreis Grimma:

Böhlen, Dürrweitzschen b. Leisnig, Kuckeland, Leipnitz, Motterwitz und Zschoppach;
- 26 Gemeinden an den Kreis Hainichen, Bezirk Karl-Marx-Stadt:

Arnsdorf, Beerwalde, Berbersdorf, Böhrigen, Cunnersdorf, Dittersdorf, Ehrenberg, Etzdorf, Falkenau, Gersdorf, Goßberg, Greifendorf, Grunau, Grünlichtenberg, Hainichen, Höckendorf bei Waldheim, Höfchen, Kaltofen, Kriebethal, Marbach, Mobendorf, Moosheim, Naundorf bei Roßwein, Pappendorf, Reichenbach und Schlegel;
- 3 Gemeinden an den Kreis Rochlitz, Bezirk Karl-Marx-Stadt:

Holzhausen, Langenau und Seelitz.
Im Gegenzug erhielt er von folgenden Kreisen Gemeinden:
- Die Gemeinde Bockwitz aus dem Landkreis Grimma:
- 11 Gemeinden aus dem Landkreis Oschatz:

Auerschütz, Börtewitz, Gallschütz, Jahna, Kiebitz, Neusornzig, Pulsitz, Schrebitz, Strocken und Zävertitz;
- sowie die Gemeinde Choren aus dem Landkreis Meißen.

Zusammen mit den im Altkreis Döbeln verbliebenen 72 Gemeinden:
Altenhof, Brösen, Bockelwitz, Döbeln, Dreißig, Dürrweitzschen b. Döbeln, Ebersbach, Fischendorf, Gadewitz, Gebersbach, Gersdorf b. Esinig, Gleisberg, Gorschmitz, Goselitz, Großsteinbach, Großweitzschen, Hartha, Haßlau, Heiligenborn, Höckendorf b. Döbeln, Kieselbach, Klosterbuch, Knobelsdorf, Kroptewitz, Leisnig, Limmritz, Littdorf, Mannsdorf, Massanai, Meinitz, Meinsberg, Minkwitz, Mochau, Mockritz, Naundorf b. Leisnig, Naunhof, Niederstriegis, Noschkowitz, Oberranschütz, Ostrau b. Döbeln, Ottewig, Otzdorf, Polditz, Polkenberg, Reinsdorf, Rittmitz, Röda, Roßwein, Rudelsdorf, Schönberg, Schönerstädt b. Leisnig, Seifersdorf b. Leisnig, Seifersdorf b. Roßwein, Simselwitz, Sitten, Steina, Stockhausen, Technitz, Theeschütz, Töpeln, Tragnitz, Tronitz, Waldheim, Wallbach, Wendishain, Westewitz, Zaschwitz, Ziegra, Zollschwitz, Zschaitz, Zschepplitz und Zschockau
entstand so der Kreis Döbeln (mit 86 Gemeinden) in neuer Struktur.

### Gemeindegebietsveränderungen von 1952 bis 1990
Durch Gemeindegebietsänderungen und Umgliederungen über Kreisgrenzen hinweg verringerte sich die Zahl der Gemeinden bis zum 17. Mai 1990 auf 52.
- 4. Dezember 1952 Umgliederung von Beicha, Lüttewitz und Zschochau aus dem Kreis Meißen in den Kreis Döbeln
- 4. Dezember 1952 Umgliederung von Grunau aus dem Kreis Hainichen in den Kreis Döbeln
- 4. Dezember 1952 Umgliederung von Neusornzig aus dem Kreis Döbeln in den Kreis Oschatz
- 1. April 1953 Umgliederung von Zävertitz aus dem Kreis Döbeln in den Kreis Oschatz
- 1. Januar 1954 Umgliederung von Bockwitz aus dem Kreis Döbeln in den Kreis Grimma
- 1. Januar 1960 Eingliederung von Theeschütz in Lüttewitz
- 1. Januar 1960 Eingliederung von Tragnitz in die Stadt Leisnig
- 1. Januar 1960 Eingliederung von Tronitz in Mockritz
- 15. September 1961 Zusammenschluss von Jahna und Pulsitz zu Jahna-Pulsitz
- 15. September 1961 Eingliederung von Rudelsdorf in Gebersbach
- 1. Januar 1962 Eingliederung von Ottewig in Dürrweitzschen
- 1. Januar 1962 Eingliederung von Stockhausen in Limmritz
- 28. Dezember 1962 Eingliederung von Kroptewitz in Bockelwitz
- 1. Juli 1963 Eingliederung von Altenhof, Naundorf und Zollschwitz in Naunhof
- 10. Oktober 1965 Eingliederung von Dreißig in Lüttewitz
- 10. Oktober 1965 Eingliederung von Fischendorf, Klosterbuch und Meinitz in die Stadt Leisnig
- 10. Oktober 1965 Eingliederung von Röda in Gorschmitz
- 10. Oktober 1965 Eingliederung von Zschockau in Polkenberg
- 1. Januar 1967 Eingliederung von Höckendorf in Großweitzschen
- 1. Januar 1968 Eingliederung von Mischütz in Zschaitz
- 1. Januar 1968 Eingliederung von Seifersdorf b. Leisnig in Schönerstädt
- 1. Januar 1968 Eingliederung von Simselwitz in Mochau
- 1. Januar 1968 Eingliederung von Strocken in Gallschütz
- 1. April 1968 Eingliederung von Schönberg in die Stadt Waldheim
- 1. April 1968 Eingliederung von Zschochau in Ostrau
- 1. Januar 1969 Eingliederung von Brösen und Gorschmitz in die Stadt Leisnig
- 1. Januar 1969 Eingliederung von Goselitz in Zschaitz
- 1. Januar 1969 Eingliederung von Großsteinbach in Mochau
- 1. Januar 1969 Eingliederung von Kieselbach in Gersdorf
- 1. Januar 1969 Eingliederung von Seifersdorf b. Roßwein in die Stadt Roßwein
- 1. Januar 1969 Eingliederung von Wallbach in die Stadt Hartha
- 1. Januar 1970 Zusammenschluss von Gebersbach und Knobelsdorf zu Gebersbach-Knobelsdorf
- 1. Januar 1970 Eingliederung von Otzdorf in Littdorf
- 1. Januar 1972 Eingliederung von Mannsdorf in Ebersbach
- 1. Januar 1972 Eingliederung von Zaschwitz in Großweitzschen
- 1. Januar 1973 Eingliederung von Limmritz und Meinsberg in Ziegra
- 1. Januar 1973 Eingliederung von Rittmitz in Noschkowitz
- 1. Januar 1973 Eingliederung von Zschepplitz in Mockritz
- 1. Juni 1973 Eingliederung von Grunau in Niederstriegis
- 1. Juni 1973 Eingliederung von Polditz in Polkenberg
- 1. Juni 1973 Eingliederung von Sitten in Bockelwitz
- 24. August 1973 Eingliederung von Heiligenborn in die Stadt Waldheim
- 1. Januar 1974 Eingliederung von Gadewitz in Mockritz
- 1. Januar 1974 Ausgliederung von Gertitzsch aus Theeschütz und Eingliederung in Choren
- 1. Januar 1974 Eingliederung von Massanei in die Stadt Waldheim
- 1. Januar 1974 Eingliederung von Oberranschütz in die Stadt Döbeln
- 1. Januar 1974 Eingliederung von Wetterwitz in Gleisberg
- 1. Januar 1978 Eingliederung von Schönerstädt in Gersdorf

Am 17. Mai 1990 wurde der Kreis in Landkreis Döbeln umbenannt. Anlässlich der Wiedervereinigung wurde der Kreis durch das Ländereinführungsgesetz dem wiedergegründeten Land Sachsen zugesprochen.
Bis zur ersten Kreisgebietsreform in Sachsen, die am 1. August 1994 in Kraft trat, wurde die äußere Struktur beibehalten. Diese Reform überstand der Kreis Döbeln als einziger Kreis unverändert in der gleichen Struktur und wurde erst im August 2008 mit den Landkreisen Freiberg und Mittweida zum Landkreis Mittelsachsen vereinigt.

## Wirtschaft und Verkehr
In den Städten des Landkreises Döbeln bestimmten viele Mittel- und Kleinbetriebe der Textil-, Konsumgüter- sowie Nahrungs- und Genußmittelindustrie, des Maschinenbaus und der Elektroindustrie die industrielle Struktur. Der VEB Döbelner Beschläge und Metallwerk und der VEB Fleischkombinat »Pikant« waren wichtige Produktionsstätten in der Kreisstadt. Andere VEBs waren ein Elektromotorenwerk für Kleinst- und Mikromotoren sowie die Vereinigten Hausschuhwerke in Hartha, das Schmiedewerk »Hermann Matern« in Roßwein und die Kosmetikfabrik »Florena« in Waldheim. In der landwirtschaftlichen Produktion überwog der Zuckerrüben- und Futterpflanzenanbau im nordöstlichen Teil des Kreises sowie der Weizen- und Futterpflanzenanbau im westlichen Kreisgebiet. In der Umgebung von Döbeln wurde Hopfen angebaut. Ausgedehnte Obst- und Beerenkulturen befanden sich bei Waldheim und Leisnig. Der größte Betrieb war die LPG Obstproduktion Dürrweitzschen. Mehrere LPGs (T) betrieben in großen Stallanlagen Viehzucht.
Döbeln lag verkehrsgünstig im Schnittpunkt der Haupteisenbahnlinien Berlin-Riesa-Karl-Marx-Stadt, deren Bau 1847 begonnen wurde, mit der im Muldental verlaufenden Strecke von Leipzig über Meißen nach Dresden (1868). Der Anschluss an das Eisenbahnnetz förderte vor allem in der Metallproduktion die Industrialisierung. Außerdem kreuzten sich in der Kreisstadt die Fernverkehrsstraßen von Karl-Marx-Stadt nach Riesa (F 169) und von Gera nach Freiberg (F 175). Unmittelbar nördlich von Döbeln durchquerte die Autobahn von Leipzig nach Dresden (A 14) mit den beiden Anschlüssen Döbeln-Nord und Döbeln-Süd das Kreisgebiet.

## Politik

### Landrat
Bis 1990 entsprach diese Funktion dem Vorsitzenden des Rates des Kreises.
- 1954–1961 Friedrich Schaarschmidt (1900–1985)

## Bevölkerungsdaten der Städte und Gemeinden
Bevölkerungsübersicht aller 39 Gemeinden des Kreises, die 1990 in das wiedergegründete Land Sachsen kamen.
| TGS    | AGS      | Gemeinde               | Einwohner  | Einwohner  | Fläche (ha) |
| TGS    | AGS      | Gemeinde               | 03.10.1990 | 31.12.1990 | 31.12.1990  |
| 130401 | 14021010 | Auerschütz             | 301        | 294        | 729         |
| 130402 | 14021020 | Beicha                 | 394        | 394        | 722         |
| 130403 | 14021030 | Bockelwitz             | 764        | 763        | 1.507       |
| 130404 | 14021040 | Börtewitz              | 397        | 391        | 565         |
| 130406 | 14021060 | Choren                 | 406        | 403        | 443         |
| 130407 | 14021070 | Döbeln, Stadt          | 27.112     | 26.827     | 2.850       |
| 130408 | 14021080 | Dürrweitzschen         | 436        | 441        | 907         |
| 130409 | 14021090 | Ebersbach              | 1.015      | 990        | 675         |
| 130411 | 14021110 | Gallschütz             | 505        | 501        | 981         |
| 130412 | 14021120 | Gebersbach-Knobelsdorf | 737        | 740        | 1.281       |
| 130413 | 14021130 | Gersdorf               | 1.058      | 1.067      | 1.479       |
| 130414 | 14021140 | Gleisberg              | 837        | 836        | 893         |
| 130418 | 14021180 | Großweitzschen         | 1.105      | 1.096      | 1.368       |
| 130420 | 14021200 | Hartha, Stadt          | 8.405      | 8.282      | 1.559       |
| 130421 | 14021210 | Haßlau                 | 634        | 640        | 1.028       |
| 130423 | 14021230 | Jahna-Pulsitz          | 657        | 646        | 1.205       |
| 130424 | 14021240 | Kiebitz                | 499        | 495        | 582         |
| 130427 | 14021270 | Leisnig, Stadt         | 8.378      | 8.324      | 2.576       |
| 130429 | 14021290 | Littdorf               | 421        | 420        | 716         |
| 130430 | 14021300 | Lüttewitz-Dreißig      | 875        | 865        | 1.311       |
| 130434 | 14021340 | Minkwitz               | 348        | 345        | 420         |
| 130435 | 14021350 | Mochau                 | 1.185      | 1.174      | 1.405       |
| 130436 | 14021360 | Mockritz               | 1.264      | 1.254      | 1.861       |
| 130437 | 14021370 | Naunhof                | 744        | 724        | 1.382       |
| 130438 | 14021380 | Niederstriegis         | 892        | 890        | 757         |
| 130439 | 14021390 | Noschkowitz            | 466        | 464        | 778         |
| 130441 | 14021410 | Ostrau                 | 2.368      | 2.352      | 1.247       |
| 130444 | 14021440 | Polkenberg             | 1.155      | 1.150      | 1.308       |
| 130445 | 14021450 | Reinsdorf              | 462        | 456        | 747         |
| 130447 | 14021470 | Roßwein, Stadt         | 7.740      | 7.686      | 992         |
| 130450 | 14021500 | Schrebitz              | 653        | 655        | 719         |
| 130453 | 14021530 | Steina                 | 399        | 394        | 804         |
| 130454 | 14021540 | Technitz               | 570        | 554        | 407         |
| 130455 | 14021550 | Töpeln                 | 284        | 290        | 367         |
| 130456 | 14021560 | Waldheim, Stadt        | 9.642      | 9.609      | 1.634       |
| 130458 | 14021580 | Wendishain             | 670        | 663        | 1.354       |
| 130459 | 14021590 | Westewitz              | 1.412      | 1.417      | 239         |
| 130462 | 14021620 | Ziegra                 | 1.313      | 1.306      | 1.441       |
| 130463 | 14021630 | Zschaitz               | 1.042      | 1.036      | 915         |
| 1304   | 14021000 | Landkreis Döbeln       | 87.545     | 86.834     | 42.154      |

## Kfz-Kennzeichen
Den Kraftfahrzeugen (mit Ausnahme der Motorräder) und Anhängern wurden von etwa 1974 bis Ende 1990 dreibuchstabige Unterscheidungszeichen, die mit den Buchstabenpaaren SF und SG begannen, zugewiesen. Die letzte für Motorräder genutzte Kennzeichenserie war UA 00-01 bis UA 50-00.
Anfang 1991 erhielt der Landkreis das Unterscheidungszeichen DL.